# Menyhért Palágyi
Menyhért Palágyi, německy Melchior nebo Meinhert Palagyi (16. prosince 1859 Paks – 14. července 1924 Darmstadt) byl maďarský filozof, matematik a fyzik židovského původu. Byl starším bratrem maďarského básníka Ludwiga Palágyiho.

## Dílo
Představil novou teorii prostoru a času, která měla jistou podobnost s časoprostorovým formalismem Henriho Poincarého a Hermanna Minkowského v kontextu speciální teorie relativity. Jeho filozofie však měla s fyzikou teorie relativity jen málo společného. Proto se v roce 1914 vyjádřil kriticky k teoriím Alberta Einsteina a Hermanna Minkowského. V následném článku však Max Born ukázal, že Palagyiho kritika byla mylná.
Jeho koncept vitální fantazie z něj činí předchůdce kybernetické antropologie. Jeho teorie virtuálního pohybu tvoří základ různých pohybově-terapeutických koncepcí. Dostal se do polemiky s Edmundem Husserlem.